# Cosmologia religiosa

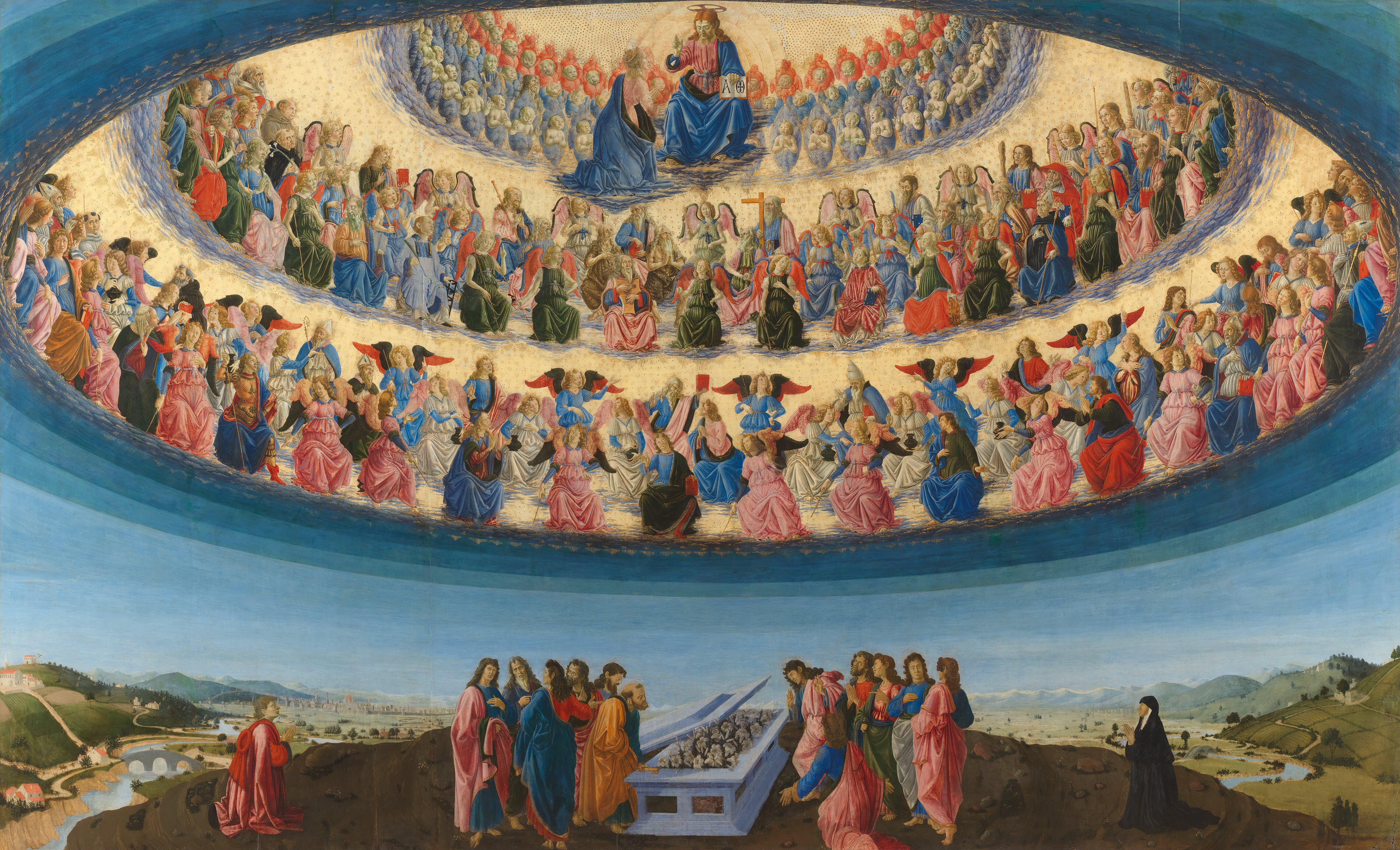
Assunzione della Vergine, di Francesco Botticini (1475), che vede il cosmo strutturato in una gerarchia di Angeli.

Le cosmologie religiose (dette anche cosmologie mitologiche) sono un modo per spiegare l'origine, la storia e l'evoluzione del cosmo o dell'Universo basato sulla mitologia religiosa od una tradizione specifica.

## Prospettive religiose
Una cosmologia religiosa, il cui nucleo essenziale riguarda più che altro l'istante iniziale da cui tutto ha preso avvio, ovvero la sua cosmogonia, solitamente può includere l'atto della creazione operato da un Dio come da un pantheon di divinità, oppure l'instaurazione di un ordine su un caos informe già preesistente. 
Di seguito un rimando ad alcune cosmologie appartenenti alla storia delle varie civiltà umane.

### Cosmologia egizia
Nel mito cosmogonico prevalente ad Eliopoli, il Sole Atum era la divinità primordiale egiziana, un dio nascosto che si genera da sé, seduto su una collinetta emersa dalle acque del caos, identificate con Nun, ovvero l'Abisso in cui tutto è imploso.. Manifestando sé stesso Egli entrò nel divenire, simboleggiato dallo scarabeo, il cui sviluppo attraversa quattro fasi. Atum divenne quindi a partire da sé stesso, dandosi un nome, a differenza degli altri dèi sorti dalla polarità, che compongono l'Enneade egizia, e identificabili come dei principi filosofici.
Altre versioni cosmogoniche erano quella proveniente da Menfi incentrata su Ptah, e da Tebe, che aveva come unico creatore il dio solare Amon.
Per il resto la cosmologia egizia era incentrata su un calendario solare che prevedeva trentasei decani, personificazioni delle decadi in cui era suddiviso ogni mese, posti a presiedere al destino di tutti gli esseri, trasportando i pianeti nel cielo e vegliando il mondo sublunare tramite alcuni loro inviati, i demoni. Ciascun decano era raffigurato in maniera grottesca e mostruosa, per metà uomo e per metà animale fantastico.

### Cosmologia greca
Nelle cosmogonie dell'antica Grecia, gli Dei discendevano da divinità primordiali, personificazioni del cielo quali Urano ed Etere. La Terra con i suoi quattro elementi era considerata il centro dell'universo, mentre al di sopra ruotavano diverse sfere concentriche, collocate una dentro l'altra, il cui numero serviva a rendere ragione dei movimenti all'apparenza irregolari degli astri. Pitagora intravedeva in esse delle relazioni matematiche che producevano un'armonia celestiale, la cosiddetta «musica delle sfere», impercettibile all'orecchio umano, capace di influire sulla qualità della vita terrena.
Secondo il modello di Aristotele, perfezionato in seguito da Claudio Tolomeo, vi era al di là dell'universo un Motore immobile, identificabile con la Divinità suprema, mentre i vari Dei del politeismo greco risiedevano al suo interno, ognuno associato ad un astro. Tale Motore divino ingenerava un impulso al moto in quelle sfere, le quali cercando di imitare la sua perfetta immobilità risultavano contraddistinte dal moto più regolare e uniforme che ci fosse, quello circolare.

### Cosmologia biblica
La Bibbia è stata scritta nei secoli, con l'apporto di diversi autori. Un'interpretazione letterale della Bibbia porta a concludere che i suoi concetti cosmologici non sono sempre coerenti con una prospettiva meramente fisica. Le concezioni degli antichi redattori della Bibbia ebraica o del Vecchio Testamento, al riguardo, erano inoltre presumibilmente minoritarie rispetto alla maggioranza degli Israeliti, i quali concentravano il loro culto nella venerazione esclusiva di Yahweh.
L'universo degli antichi ebrei era composto da una Terra piatta che galleggiava sull'acqua, con il Paradiso al di sopra, e il Regno dei morti sotto terra. Gli esseri umani abitavano il mondo di superficie durante la vita terrena, e la Sheol dopo la morte, reputato dagli ebrei come un luogo neutro; solo nel periodo ellenistico (dopo il 334 a.C.) gli ebrei hanno adottato il concetto greco degli inferi quale luogo di punizione e tormento per i peccatori, mentre i giusti potevano godere dopo la morte del Paradiso. In questo periodo anche l'antica cosmologia a tre livelli (piatti) è stata rimpiazzata dal concetto di una Terra sferica sospesa nello Spazio al centro di un numero di sfere celesti con cieli concentrici.

#### Cosmologia cristiana

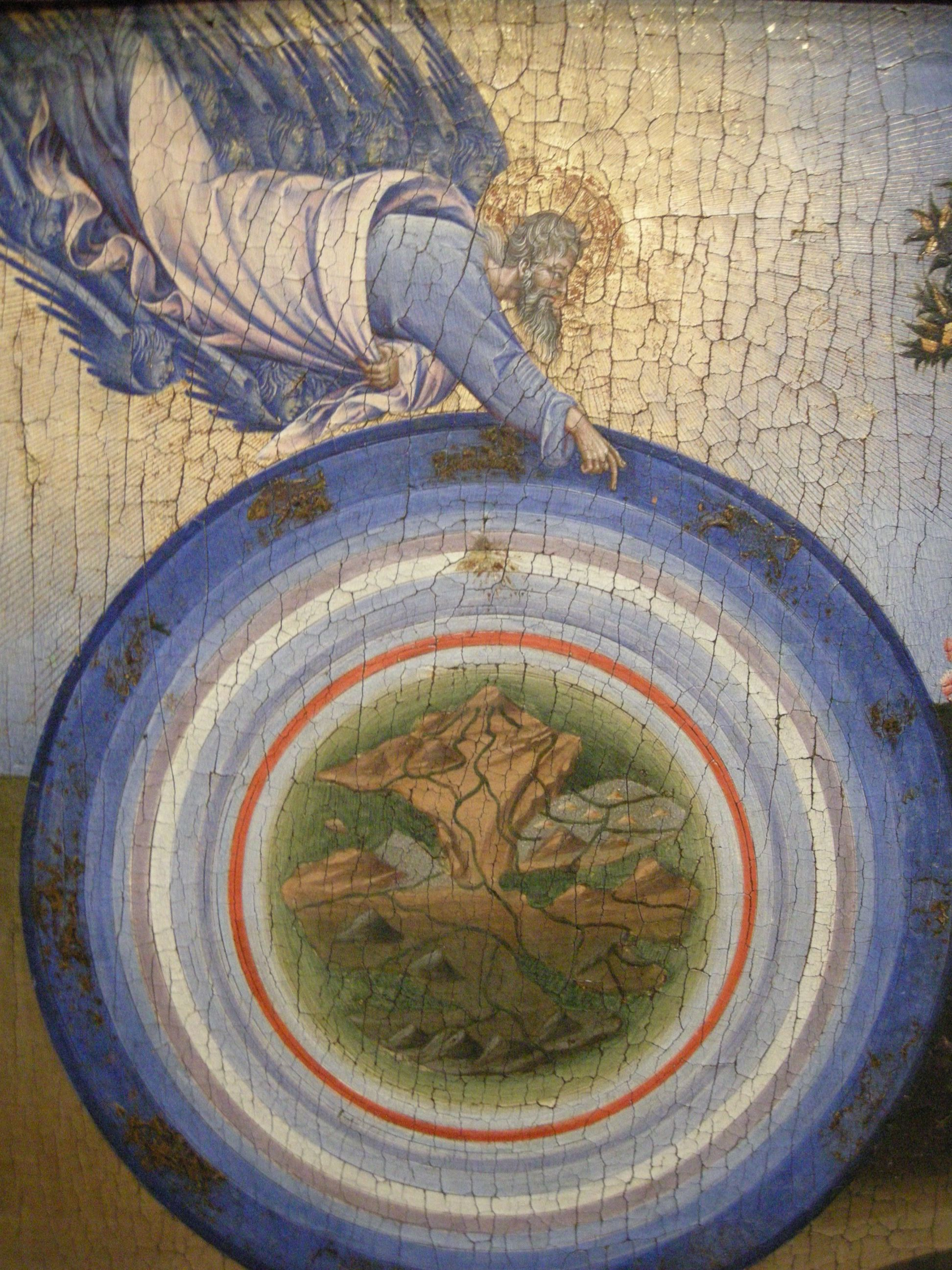
I nove cieli in un'opera di Giovanni di Paolo, ai quali Dio, Motore supremo, imprime il movimento. Essi circondano la Terra, attorniata a sua volta da ulteriori cerchi sublunari corrispondenti ai quattro elementi: oltre alla terra, dal basso verso l'alto, vi sono l'acqua, l'aria, il fuoco.

Il concetto della creazione dal nulla, chiamato creatio ex nihilo, venne accettato come denominazione ortodossa dalla maggior parte del Cristianesimo e dell'Ebraismo.
I primi filosofi cristiani si concentrarono sulle criticità di una teoria basata sull'eternità dell'Universo, presupponendo che prima della creazione il cosmo fosse un nulla indifferenziato. Origene Adamantio recuperò l'idea degli stoici del ciclo eterno di creazioni e distruzioni, mentre Agostino d'Ippona nelle sue Confessioni sostenne che il tempo non fosse qualcosa di eterno, ma avesse avuto inizio insieme allo spazio, e che la sua oggettività dipendesse in realtà dalla soggettività interiore dell'animo umano. In questo modo la domanda di cosa ci fosse prima della creazione cade di significato: Dio non crea nel tempo, bensì in una dimensione atemporale.
Per il resto la cosmologia cristiana venne ripresa da quella geocentrica tolemaica: i teologi medievali identificarono nove cieli fondamentali, i primi sette dei quali corrispondenti alle orbite dei pianeti visibili a occhio nudo. Costituiti da una sostanza spirituale, eterea e priva di ogni difetto, essi contenevano il pianeta a loro associato incastonato come una gemma: il più elevato era quella di Saturno, donde l'espressione «essere al settimo cielo», nel senso di raggiungere una grande felicità. Più oltre si aggiungeva il cielo delle stelle fisse o Firmamento, comprendente lo Zodiaco, e un Primo mobile (Primum mobile) che dava il moto a tutti gli altri. Vi era infine la sede di Dio, ovvero il cielo fisso detto Empireo.
Ognuno dei nove cieli era associato a un pianeta dell'astrologia e ad una delle nove Gerarchie angeliche della tradizione cristiana risalente al De coelesti hierarchia di Dionigi l'Areopagita. Come nell'antichità greco-romana ogni divinità era situata in un suo proprio cielo, allo stesso modo ogni coro degli angeli risultava collocato in una precisa sfera, preposto al moto di rivoluzione del suo rispettivo pianeta.
Fino al Medioevo l'astronomia restò così una disciplina intimamente collegata a molte altre, quali l'astrologia, la filosofia, la teologia, l'angelologia e le scienze, secondo una visione organica e unitaria del sapere dell'epoca, magistralmente sintetizzato ad esempio da Dante Alighieri nel Convivio (1307), o nei cieli del Paradiso della sua Divina Commedia.

### Cosmologia sufi
La visione cosmologica del misticismo sufi spiega la creazione attraverso successive emanazioni di mondi, basandosi su tre fonti principali: 
- il testo coranico per quanto riguarda Dio, gli esseri immateriali intermedi, l'aldilà e i sette cieli;
- la tradizione neoplatonica filtrata attraverso la filosofia islamica da figure come Ibn Sina, Avicenna, e Ibn Arabi;[15]
- il sistema sferico e geocentrico derivante dalla dottrina ermetica e tolemaica.

### Cosmologia buddhista
Nella cosmologia buddhista l'universo è composto da molti mondi (lokāḥ), da intendere come diversi "piani" posti uno sopra l'altro. Ogni mondo corrisponde ad uno stato mentale o ad una condizione di esistenza. Si tratta quindi di livelli non di natura necessariamente fisica, ognuno dei quali può comprendere esseri umani, animali, o altre entità, che condividono gli stessi pensieri, percezioni e modi di reagire. Tali livelli sono disposti gerarchicamente secondo la loro maggiore o minore elevazione spirituale.
Come nella cosmologia induista, inoltre, l'universo nasce e si dissolve nell'arco di quattro ere, dette kalpa, che compongono ciclicamente un mahakalpa o grande Eone.

### Cosmologia induista
Nell'Induismo si ritrova la teoria di una cosmologia ciclica, in cui il tempo non è lineare ma diviso in ere che si susseguono ciclicamente, dette mahayuga, ognuna delle quali suddivisa in quattro yuga:
1. Satya Yuga l'età dell'oro;
2. Treta Yuga, l'età dell'argento;
3. Dvapara Yuga, l'età del bronzo;
4. Kali Yuga, l'età del ferro.

I vari mahayuga formano un kalpa o ciclo cosmico, dando luogo ai processi di emanazione, durata e riassorbimento dell'universo, con distruzioni parziali (pralaya) o totali (mahapralaya) di questo.
Per il resto vi sono numerosi e anche discordanti miti cosmogonici, che figurano già a partire dai Veda, dai quali si sono poi sviluppati prima con le Brāhmaṇa e le Upanishad, e poi ancora con le epopee quali il Mahābhārata e il Rāmāyaṇa, ed infine i Purāṇa.
Alcuni di questi racconti della creazione sono veri e propri miti mentre altri hanno un carattere maggiormente speculativo e filosofico. Nella maggior parte, comunque, Brahmā appare in veste di creatore o meglio di demiurgo, che non crea dal nulla ma piuttosto dispone un'organizzazione degli elementi costitutivi dell'universo, originariamente raccolti entro un uovo cosmico, detto Hiranyagarbha o «grembo d'oro», identificabile con l'anima cosmica.

### Cosmologia cinese
La cosmologia cinese si fonda sul principio filosofico del Tao, ossia l'Uno primordiale, situato oltre il tempo e lo spazio, da cui tutto ha origine. Esso non è un punto di partenza temporale, ma consiste piuttosto nel ciclo perenne a cui è soggetto l'universo.
Il Tao infatti si polarizza in una coppia di forze complementari, yin e yang, una attiva e l'altra passiva, che dividendosi a loro volta, sono giunte a permeare ogni singolo elemento del creato. L'energia del Tao, originariamente pura e non manifesta (Wuji) giunge così ad esplicitarsi nel Qi.
Questa manifestazione viene descritta dalla filosofia cinese secondo i cinque elementi, o movimenti primordiali, detti wu xing, fasi dinamiche impegnate in una trasformazione ciclica, simboli di processi vitali con cui definire tutti i fenomeni, associandoli ognuno a specifiche qualità, stagioni, colori, o emozioni.

### Cosmologia norrena
La cosmologia norrena, così come ci è giunta dalle fonti della mitologia nordica (l'Edda poetica e l'Edda in prosa), è caratterizzata dalla presenza di un cosmo formato da nove mondi, tenuti assieme dall'Albero del Mondo, elemento tipico di molte tradizioni mitologiche indoeuropee, chiamato Yggdrasill.

### Cosmologia slava
In base al recente Libro di Veles, il supremo Svarog (o Rod) della mitologia slava avrebbe generato Prav, nel caos primordiale, dando origine allo schema circolare di Svarog, che si moltiplica costantemente generando nuovi mondi. Prav funziona per mezzo di un duplice dinamismo, rappresentato da Belobog ("Dio bianco") e Černobog ("Dio nero"); sono due aspetti della stessa realtà, che appaiono come le forze della crescita e del declino, dando origine a polarità come su e giù, luce e oscurità, maschio e femmina, singolare e plurale.
L'uomo e la donna sono ulteriormente simboleggiati dal padre Svarog stesso e dalla madre Lada, letteralmente la Generatrice, la dea madre che si esprime nelle tre dee (Rozanicy) che intrecciano il destino umano.

### Cosmologia azteca
La cosmologia azteca suddivideva il mondo in cinque parti o direzioni, corrispondenti ai cinque Soli. Anche il mito della genesi del mondo si articola in cinque grandi età, ciascuna delle quali inizia e finisce con la vita del Sole.
Dal vuoto che riempiva l'universo, il primo dio, Ometeotl, creò se stesso. Costui generò quattro figli, o Tezcatlipocas, ognuno dei quali presiedeva uno dei punti cardinali: Quetzalcoatl, Huitzilopochtli, Xipe Totec, ed il Tezcatlipoca nero.

### Cosmologia hawaiana
Secondo l’antica mitologia hawaiana, il mondo nacque dalla femminile notte, chiamata Pō. Suo figlio Kumulipo, che significa "fonte nell'oscurità profonda", si unì a sua sorella Pō'ele, la profonda notte nera. Da questa unione vennero create tutte le creature viventi.
Il popolo hawaiano fu creato – secondo il suo modo di pensare – al rapporto d'amore tra la Madre-Terra Papahanaumoku, e suo fratello Wakea, il Padre-Cielo.

## Prospettive antropologiche
Nelle scienze etno-antropologiche si studiano i sistemi di pensiero e le visioni del mondo che sono state elaborate dalla varie civiltà della storia umana. 
Come sostenuto da Rémi Brague, «una cosmologia deve giustificare la sua possibilità già a partire dalla prima condizione della sua esistenza, cioè dalla presenza al mondo di un soggetto, capace di farne esperienza in quanto tale, cioè l'uomo. Una cosmologia deve quindi necessariamente implicare qualcosa come un'antropologia».
Le funzioni delle cosmologie possono essere molteplici, ma rivolte in genere ad oltrepassare la molteplicità dei fenomeni per penetrarne la complessità, ricercarne l'unità di principi e cause, approdare ad un criterio di ordine e regolarità all'interno del disordine e delle anomalie.
Per raggiungere questi obiettivi, le cosmologie possono ricorrere alle analogie, cioè ad affinità tra realtà empiriche o naturali, sotto i più diversi aspetti, in base alle quali spiegare fenomeni simili tra loro riconducendoli ad archetipi o principi spirituali comuni.